# Koalitionsfreiheit
Koalitionsfreiheit bezeichnet das Recht von Arbeitnehmern und Arbeitgebern, sich zur Wahrung und Förderung der Arbeits- und Wirtschaftsbedingungen zusammenzuschließen. Kern dieses Rechtes – das Koalitionsrecht – ist die Möglichkeit, Gewerkschaften und Arbeitgeberverbände zu gründen und sich diesen anzuschließen.
Arbeitsbedingungen sind Bedingungen, die sich auf das Arbeitsverhältnis selbst beziehen, wie z. B. Lohn, Arbeitszeiten, Kündigungsschutz usw., Wirtschaftsbedingungen haben darüber hinaus wirtschafts- und sozialpolitischen Charakter, wie z. B. Maßnahmen zur Verringerung oder Vermeidung der Arbeitslosigkeit.
Koalitionsfreiheit wird nach positiver Koalitionsfreiheit, also dem Recht, Gewerkschaften und Arbeitgeberverbänden beizutreten und der negativen Koalitionsfreiheit, also dem Recht, Gewerkschaften und Arbeitgeberverbänden fernzubleiben, unterschieden.
In Deutschland, der Schweiz, Frankreich und Italien gehört die Koalitionsfreiheit zu den verfassungsmäßig garantierten Grundrechten. Die Europäische Menschenrechtskonvention (EMRK) gewährt in Art. 11 Abs. 1 ausdrücklich das Recht, Gewerkschaften zu bilden, ebenso der UNO-Pakt über bürgerliche und politische Rechte in Art. 22 Abs. 1 und der Internationale Pakt über wirtschaftliche, kulturelle und soziale Rechte in Art. 8. Auch die negative Koalitionsfreiheit ist durch die EMRK geschützt.
Auf EU-Ebene wird die Koalitionsfreiheit durch Art. 12 Abs. 1 und Art. 28 EU-Grundrechtecharta geschützt.

## Deutschland
Die in Art. 9 Abs. 3 GG verankerte Koalitionsfreiheit ist ein Sonderfall des allgemeinen Grundrechts der Vereinigungsfreiheit. Als Doppelgrundrecht schützt es die individuelle wie auch kollektive Koalitionsfreiheit. Es wirkt unmittelbar auch zwischen Privaten, meistens den Arbeitsvertragsparteien. Damit ist es das einzige Grundrecht mit unmittelbarer Drittwirkung.

### Koalitionsbegriff
Allgemein versteht man unter dem Begriff Koalition eine Vereinigung – unter Umständen auch einen Verein – von Personen oder Personengruppen, welche die Absicht haben, durch gemeinsames Vorgehen auf bestehende Bedingungen oder Zustände einzuwirken. Im Arbeitsrecht werden darunter in erster Linie Zusammenschlüsse von Arbeitnehmern verstanden, die als Gruppe, z. B. durch gleichzeitige Einstellung der Arbeit, den Streik, Forderungen zur Änderung von Arbeitsbedingungen einschließlich der Entlohnung vertreten und gegebenenfalls durchsetzen können. Auch Arbeitgeber können Koalitionen in Form von Arbeitgebervereinigungen bilden.

#### Verfassungsrechtlicher Begriff
Als Koalition im verfassungsrechtlichen Sinn gilt jede freiwillige, privatrechtliche Vereinigung mit dem Ziel der Wahrung und Förderung der Arbeitsbedingungen, die gegnerunabhängig ist und Willen zur Durchsetzung von tarifrechtlichen Forderungen besitzt.

#### Tarifrechtlicher Begriff
Um die tarifrechtliche Tariffähigkeit (§ 2 TVG) zu erlangen, muss eine Koalition zusätzlich zu den verfassungsrechtlichen Merkmalen folgende Eigenschaften aufweisen: Sie muss soziale Mächtigkeit (auch „Durchsetzungsfähigkeit“) besitzen, also eine Durchsetzungskraft, die erwarten lässt, dass sie als Tarifpartner vom sozialen Gegenspieler wahr- und ernst genommen wird. Ferner muss sie bereit sein, über alle Arbeitsbedingungen zu verhandeln und entsprechende Tarifabschlüsse zu erwirken. Letztlich verlangt die Tariffähigkeit eine durch demokratische Strukturen mitgliedschaftlich legitimierte Tarifpolitik.

#### Beamtenrechtlicher Begriff
Für Beamte ist die Koalitionsfreiheit in den Beamtengesetzen besonders geregelt. Nach § 116 BBG und § 52 BeamtStG haben Beamte das Recht, sich in Gewerkschaften oder Berufsverbänden zusammenzuschließen. Sie dürfen wegen Betätigung für ihre Gewerkschaft oder ihren Berufsverband nicht dienstlich gemaßregelt oder benachteiligt werden.
Die Koalitionsfreiheit gilt für Beamte jedoch nur eingeschränkt, da sie wegen der hergebrachten Grundsätze des Berufsbeamtentums über kein Streikrecht verfügen.

#### Gefangenengewerkschaft
Derzeit ist gerichtlich umstritten, ob auch Gefangene das Recht auf Koalitionsfreiheit haben. Das Grundgesetz kennt keine besondere Einschränkung für diese Personengruppe. Entsprechend entschied das OLG Hamm, dass auch Gefangene sich gewerkschaftlich organisieren dürfen, das KG Berlin lehnte dieses Ansinnen ab und argumentierte mit der überkommenen Lehre vom besonderen Gewaltverhältnis und führte aus, dass Gefangenenarbeit auch ein "Zwangsmittel zu dem durch die Freiheitsstrafe auferlegten Strafübel" sein könne, obgleich dieser Zweck sich gesetzlich nicht finden lässt.

### Individuelle Koalitionsfreiheit
Die individuelle Koalitionsfreiheit schützt den Einzelnen in seiner Freiheit, eine Vereinigung zur Wahrung der Arbeits- und Wirtschaftsbedingungen zu gründen, ihr beizutreten oder sie zu verlassen. Daher ist beispielsweise die Kündigung eines Arbeitnehmers aufgrund seiner Gewerkschaftsmitgliedschaft nichtig, da eine solche Diskriminierung den Arbeitnehmer in seinem Recht auf Koalitionsfreiheit verletzt, Art. 9 Abs. 3 Satz 2 GG.
Mit der positiven Koalitionsfreiheit korrespondiert die negative Koalitionsfreiheit, das heißt das Recht, dass Arbeitnehmer wie Arbeitgeber aus ihren Koalitionen auch wieder austreten oder ihnen fernbleiben dürfen. Tarifverträge dürfen gewerkschaftlich nicht organisierte Arbeitnehmer von tariflichen Vergünstigungen nicht per se ausschließen. Der Ausschluss von einzelnen Tarifleistungen ist in bestimmten Grenzen aber zulässig.

### Kollektive Koalitionsfreiheit
Neben der individuellen Koalitionsfreiheit beinhaltet Art. 9 Abs. 3 GG die kollektive Koalitionsfreiheit (daher Doppelgrundrecht), die die Koalition als Verband schützt. Geschützt ist durch diese die Koalition selbst in ihrem Bestand (Bestandsgarantie), ihrer organisatorischen Ausgestaltung (Organisationsautonomie) und ihren Betätigungen (Betätigungsgarantie), sofern diese der Förderung der Arbeits- und Wirtschaftsbedingungen dienen.

#### Bestandsgarantie
Durch die auf den verfassungsrechtlichen Koalitionszweck (Wahrung und Förderung der Arbeitsbedingungen) gerichtete Bestandsgarantie ist der Bestand der Koalitionen gegenüber Dritten geschützt. Abreden und Maßnahmen Dritter, die in den Bestand der Koalition eingreifen, sind rechtswidrig. Als solche rechtswidrige Maßnahme gilt beispielsweise, wenn die Einstellung eines Bewerbers von dessen Austritt aus einer Gewerkschaft abhängig gemacht wird. Der Bestand ist aber auch gegenüber konkurrierenden Gewerkschaften geschützt.

#### Betätigungsgarantie
Zur geschützten Betätigungsgarantie gehört das Recht, in der gesamten Sphäre der Arbeits- und Wirtschaftsbedingungen die organisierten Gruppeninteressen gegenüber Arbeitgebern, deren Koalitionen, dem Staat und den politischen Parteien darzustellen und zu verfolgen. Das Grundgesetz schreibt weder vor wie die gegensätzlichen Grundrechtspositionen im Einzelnen abzugrenzen sind noch verlangt die Verfassung eine Optimierung der Kampfbedingungen. Der Schutzbereich der Koalitionsfreiheit beschränkt sich nicht auf die traditionell anerkannten Formen des Arbeitskampfes d. h. Streik und Aussperrung. Vielmehr überlässt Art. 9 Abs. 3 GG den Koalitionen selbst die Wahl der Mittel, die sie zur Erreichung ihrer koalitionsspezifischen Zwecke für geeignet erachten.
Zur verfassungsrechtlich geschützten Betätigung gemäß Art. 9 Abs. 3 GG gehören:
- Abschluss, Änderung und Beendigung von Tarifverträgen und sonstigen Vereinbarungen mit Arbeitgebern und deren Koalitionen im Rahmen der Tarifautonomie
- Arbeitskampf
- Schlichtung
- Mitwirkung in Gesetzgebung, Verwaltung, Gerichtsverfahren, Betriebs- und Unternehmensverfassungswesen
- Selbstdarstellung und Werbung vor Betriebs- und Personalratswahlen

Die Betätigungsgarantie erstreckt sich auf alle koalitionsspezifischen Verhaltensweisen und umfasst insbesondere die Tarifautonomie, die im Zentrum der den Koalitionen eingeräumten Möglichkeiten zur Verfolgung ihrer Zwecke steht.
Die Wahl der Mittel, mit denen die Koalitionen die Regelung der Arbeitsbedingungen durch Tarifverträge zu erreichen versuchen und die sie hierzu für geeignet halten, überlässt Art. 9 Abs. 3 GG grundsätzlich ihnen selbst. Dementsprechend schützt das Grundrecht als koalitionsmäßige Betätigung auch Arbeitskampfmaßnahmen, die auf den Abschluss von Tarifverträgen gerichtet sind. Sie werden jedenfalls insoweit von der Koalitionsfreiheit erfasst, als sie erforderlich sind, um eine funktionierende Tarifautonomie sicherzustellen. Dazu gehört auch der Streik. Er ist als Arbeitskampfmittel grundsätzlich verfassungsrechtlich gewährleistet. Die durch Art. 9 Abs. 3 GG gewährleistete Freiheit in der Wahl der Arbeitskampfmittel schützt nicht nur bestimmte Formen des Streiks. Der Schutzbereich des Art. 9 Abs. 3 GG ist nicht etwa von vornherein auf den Bereich des Unerlässlichen beschränkt. Der Grundrechtsschutz erstreckt sich vielmehr auf alle Verhaltensweisen, die koalitionsspezifisch sind.

#### Organisationsautonomie
Durch die Organisationsautonomie werden die Selbstbestimmung über die Organisation und innere Ordnung der Koalitionen, das Verfahren ihrer inneren Willensbildung und die Führung der Geschäfte garantiert.

### Schranken
Art. 9 Abs. 3 GG ist ein schrankenlos gewährleistetes Grundrecht, in das nur rechtmäßig eingegriffen werden kann, wenn es zum Schutz anderer Rechtsgüter mit Verfassungsrang erforderlich ist. Zusätzlich gilt auch hier der Grundsatz der Verhältnismäßigkeit.

### Geschichte
Historisch gehört die Koalitionsfreiheit zu den erbittert umkämpften Rechten der Arbeitnehmer für den Zusammenschluss in Gewerkschaften.
Die dokumentierte Geschichte des deutschen Koalitionsrechts geht bis in das 14. Jahrhundert zurück. Den Vereinigungen der Knechte und Gesellen – den sogenannten Gesellenschaften – standen die Zünfte gegenüber. Die Reichsgesetzgebung begann 1530 und führte über verschiedene Landesgesetze zum Reichsgesetz von 1731. Bis zur Französischen Revolution waren diese Gesetze im Wesentlichen auf das Verbot von Koalitionen bzw. auf deren Begrenzung gerichtet. Auch wenn sich mit Entstehung der Arbeiterbewegung und auch von Seiten des Linksliberalismus immer wieder Stimmen erhoben, die eine Koalitionsfreiheit forderten, blieb das Verbot bestehen. Es wurde in Preußen 1854 und 1860 bekräftigt und ging 1865 in das Allgemeine Berggesetz ein. 1869 wurde in der Gewerbeordnung des Norddeutschen Bundes erstmals Koalitionsfreiheit gewährt, woraufhin die ersten legalen Gewerkschaften in Deutschland entstanden. Gleichwohl blieb die Koalitionsfreiheit, die auch nach der Reichsgründung in der Reichsgewerbeordnung von 1872 festgeschrieben wurde, beschränkt. Lujo Brentano (1844–1931) wurde dazu mit dem Satz zitiert: „Die Arbeiter haben die Koalitionsfreiheit, nur wenn sie davon Gebrauch machen, so werden sie bestraft.“
In Deutschland wurde nach dem Sieg Napoleons in den französisch besetzten Gebieten (siehe „Franzosenzeit“) der Code pénal mit dem Koalitionsverbot übernommen. Auch die Preußische Gewerbeordnung von 1845 stellte Koalitionsbestrebungen unter Strafe (§§ 181–184). Koalitionsfreiheit gewährte Sachsen ab 1861, der Norddeutsche Bund ab 1869 und das Deutsche Reich ab 1872.
In der Weimarer Verfassung war die Koalitionsfreiheit in Art. 159 WRV geregelt.
In der Zeit des Nationalsozialismus bestand keine Koalitionsfreiheit. Gewerkschaften und Arbeitgeberverbände waren verboten, ihr Vermögen der Deutschen Arbeitsfront übertragen. Auch in den sozialistischen Staaten war die Koalitionsfreiheit eingeschränkt. So waren in der DDR Arbeitgeberverbände verboten. Gewerkschaften waren zwar nominell erlaubt, standen aber unter der Kontrolle der SED. Versuche, Freie Gewerkschaften zu bilden, führten zu Konflikten mit den Regimes.

## Schweiz
In der Schweiz ist die Koalitionsfreiheit in Art. 28 der Bundesverfassung von 1999 garantiert: „Die Arbeitnehmerinnen und Arbeitnehmer, die Arbeitgeberinnen und Arbeitgeber sowie ihre Organisationen haben das Recht, sich zum Schutz ihrer Interessen zusammenzuschliessen, Vereinigungen zu bilden und solchen beizutreten oder fernzubleiben“ (Abs. 1).
Inwiefern die Koalitionsfreiheit in der alten Bundesverfassung von 1874, welche die Koalitionsfreiheit nicht explizit erwähnte, unter die Vereinsfreiheit fiel, war umstritten.

## Österreich
Österreich verpflichtete sich bereits im Staatsvertrag von Saint-Germain, das Recht des Zusammenschlusses zu allen nicht dem Gesetz zuwiderlaufenden Zwecken sowohl für Arbeitnehmer als auch für Arbeitgeber zu garantieren. Mit Koalitionsfreiheit wird das garantierte Recht bezeichnet, zur Wahrung und Förderung der Arbeits- und Wirtschaftsbedingungen Vereinigungen bilden zu dürfen. Gemäß der im Verfassungsrang stehenden Artikel 12 des Staatsgrundgesetzes 1867 und Artikel 11 der Menschenrechtskonvention haben alle Menschen das Recht, sich friedlich zu versammeln und Vereine bzw. Gewerkschaften zu gründen.
Die Rechtsprechung des EGMR habe sich seit der Grundsatzentscheidung Demir und Baykara v. Türkei (2008) dynamisch entwickelt, schreibt Angelika Nußberger 2015. (living instrument doctrine) Kollektives Arbeitsrecht sei eine besonders kontroverse, dynamische Rechtsmaterie.

## Frankreich
Nur zwei Jahre nach der Revolution und dem Bruch der korporativen Ordnung wurde in Frankreich am 14. Juni 1791 das Gesetz Le Chapelier verabschiedet. Es verbot Koalitionen zur Vertretung gemeinsamer Berufs- und Gewerbeinteressen generell und im Code pénal (Art. 414–416) wurden Arbeitgeber und Arbeitnehmer mit unterschiedlichen Strafen belegt. Mit Gesetz vom 25. Mai 1864 (loi Ollivier) wurde zunächst das Streikverbot aufgehoben und erst das Gesetz vom 21. März 1884 (loi Waldeck-Rousseau) hob das délit de coalition (Koalitionsverbot) endgültig auf.
In der Präambel der französischen Verfassung von 1946 werden Koalitions- und Streikrecht explizit garantiert. Wörtlich: „Jeder Mensch kann seine Rechte und seine Interessen durch gewerkschaftliche Betätigung verteidigen und sich einer Gewerkschaft seiner Wahl anschließen. Das Streikrecht wird im Rahmen der Gesetze, die es regeln, ausgeübt.“

## Italien
Die Verfassung der italienischen Republik vom 1. Januar 1948 garantiert das Koalitionsrecht
- Art. 39: „Der Zusammenschluss zu Gewerkschaften ist frei.“

sowie das Streikrecht
- Art. 40: „Das Streikrecht wird im Rahmen der Gesetze ausgeübt.“[31]

## Vereinigtes Königreich
Das britische Parlament verbot alle Zusammenschlüsse (Combinations) von Arbeitern zur Verbesserung ihrer Lohn- und Arbeitsbedingungen mit dem Combinations Act von 1799 und einem weiteren von 1800. Aufgehoben wurde das Verbot mit den Combinations Repeal Acts von 1824 und 1825. Doch konnten die Aktivitäten der Gewerkschaften noch weitere fünfzig Jahre, bis zum Erlass des Trade Union Act von 1871 und des Conspiracy and Protection of Property Act von 1875, als illegale und kriminelle Handlungen verfolgt werden.
Es gehörte zur britischen Tradition, dass Gewerkschaften mit den Unternehmen Verträge über Closed Shops aushandelten, denen zufolge Mitarbeiter von Unternehmen zwangsweise Gewerkschaftsmitglieder sein oder werden mussten (Closed Shop). Diese mit dem Prinzip der negativen Koalitionsfreiheit unvereinbare Praxis wurde in den 1980er Jahren durch die Gesetzgebung der Thatcher-Regierung abgeschafft.

## Vereinigte Staaten von Amerika
Der erste von einer Arbeiterkoalition ausgelöste Streik in den USA war wahrscheinlich die Arbeitsniederlegung der Druckereiarbeiter 1786 in Philadelphia, wo es um einen Mindestlohn von 6 Dollar als Wochenlohn ging. Eine Koalition im engeren Sinne setzt voraus, dass der den Streik organisierende Zusammenschluss auch nach dem Streik weiter besteht. Dies dürfte in den USA erstmals 1794 der Fall gewesen sein, als sich die Schuhmachergesellen von Philadelphia unter der Bezeichnung Federal Society of Journeymen Cordswainers zusammenschlossen.
Eine formlose und jedenfalls geheime Koalition scheint es bei den Grubenarbeitern, meist irischer Herkunft, gegeben zu haben, die sich in den Tiefen der Bergwerke mit missliebigen Vorarbeitern auseinandergesetzt haben, was dann zu entsprechenden Gegenmaßnahmen der Bergbaugesellschaften geführt hat und eine Tradition der Gewaltausübung auf Seiten der Arbeitnehmer und der Arbeitgeber begründete.
Im Unterschied zu den „trade unions“ in England bezeichneten sich Arbeitnehmervereinigungen in den USA als „labor unions“. Die zunehmend in Vereinigungen zusammengeschlossenen Arbeitgeber bekämpften die Zusammenschlüsse der Arbeitnehmer meist als kriminelle Verschwörung (conspiracy) und fanden in der Regel auch Unterstützung durch die Justiz.
Den Zerfall der amerikanischen Arbeiterkoalitionen während des Sezessionskrieges und danach überstanden zwei Organisationen: Die eine nannte sich „Noble Order of the Knights of Labor“, die andere war eine kleine Gewerkschaft, die International Cigar Maker's Union, deren Präsident Samuel Gompers die American Federation of Labor (AFL) gründete. Eine weitere Richtung der Gewerkschaftsentwicklung in den USA führte unter der Initiative von John L. Lewis 1932 über die Gewerkschaft der Automobilarbeiter zur Gründung des Congress of Industrial Organizations (1935 bis 1955). CIO und AFL schlossen sich 1955 zum Gewerkschaftsbund AFL-CIO zusammen.
Der zur Bekämpfung von Kartellen erlassene Sherman Antitrust Act führte in der Praxis zu einer wesentlichen Einschränkung der Koalitionsfreiheit der Arbeitnehmer. Unter dem New Deal des amerikanischen Präsidenten Franklin Delano Roosevelt wurde der Wagner Act erlassen, der die Koalitionsfreiheit wieder herstellte. Durch den Taft Hartely Act kam es schließlich zu einer umfassenden Gesetzgebung der Labor and Industrial Relations genannten Arbeitsbeziehungen, insbesondere was die Maßnahmen zur Vermeidung von Streitigkeiten durch das Collective Bargaining betrifft, einem Regelwerk für den Ablauf der Maßnahmen bei Streitigkeiten zwischen Arbeitnehmern und Arbeitgebern.
Im Konflikt zwischen kollektiven und individuellen Regelungen besteht grundsätzlich ein Vorrang individueller Regelungen. Die bestehende Vertragsfreiheit lässt daher auch den Verzicht der Arbeitnehmer auf eine unabhängige Arbeitnehmervertretung zu.